# Van Houten (chocoladefabriek)

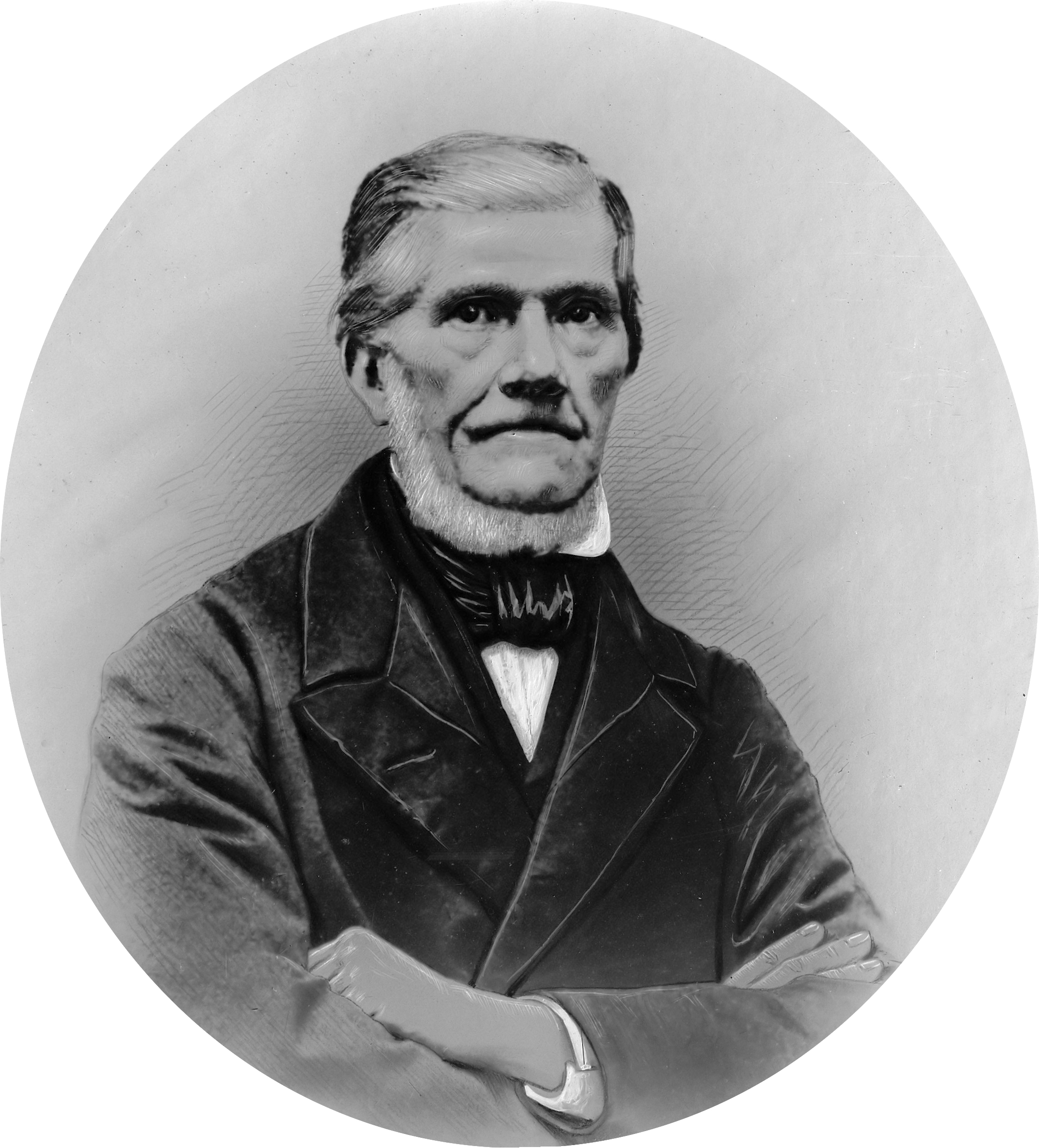
Coenraad Johannes van Houten

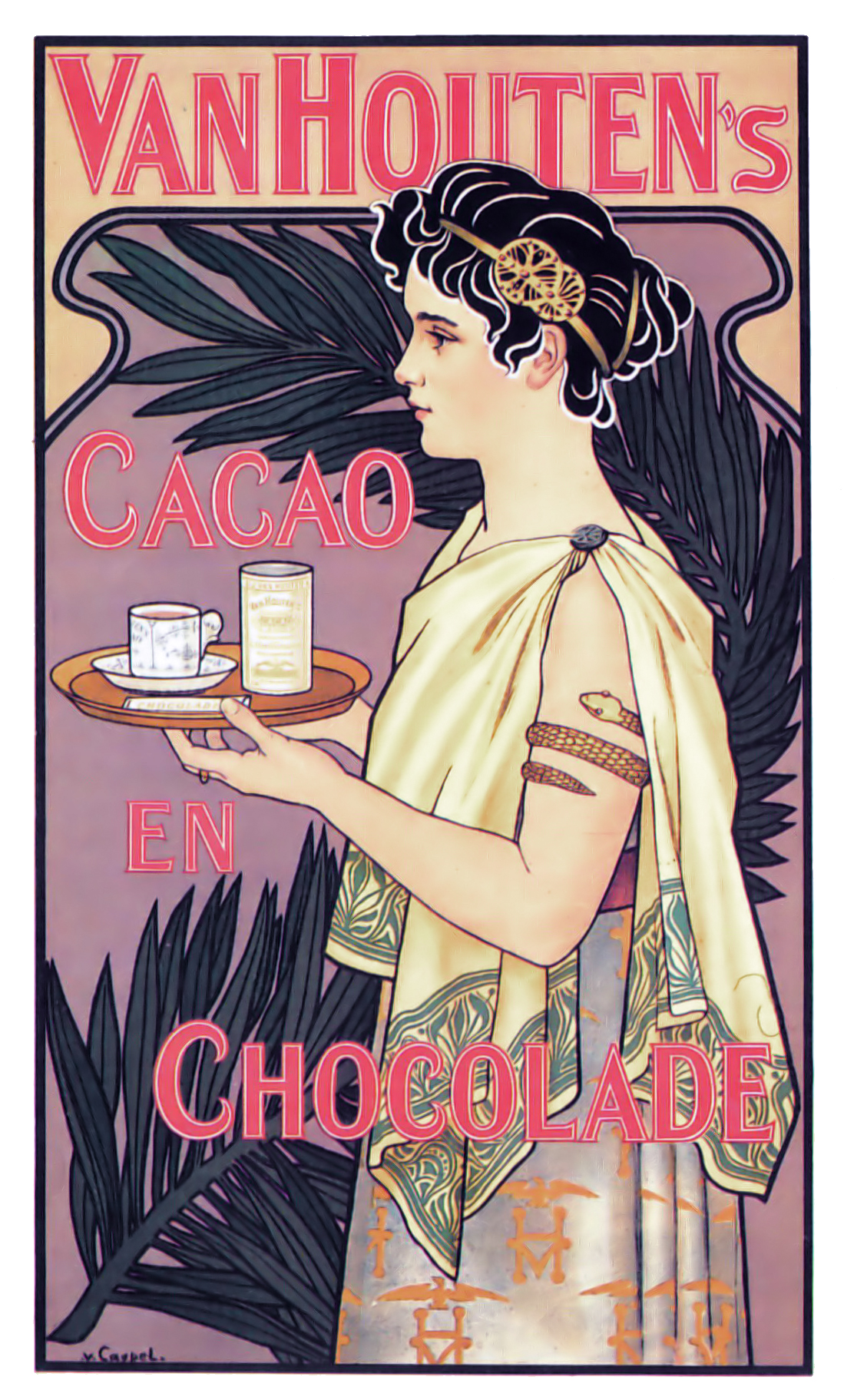
Affiche voor chocolade van Van Houten door J.G. van Caspel, 1899

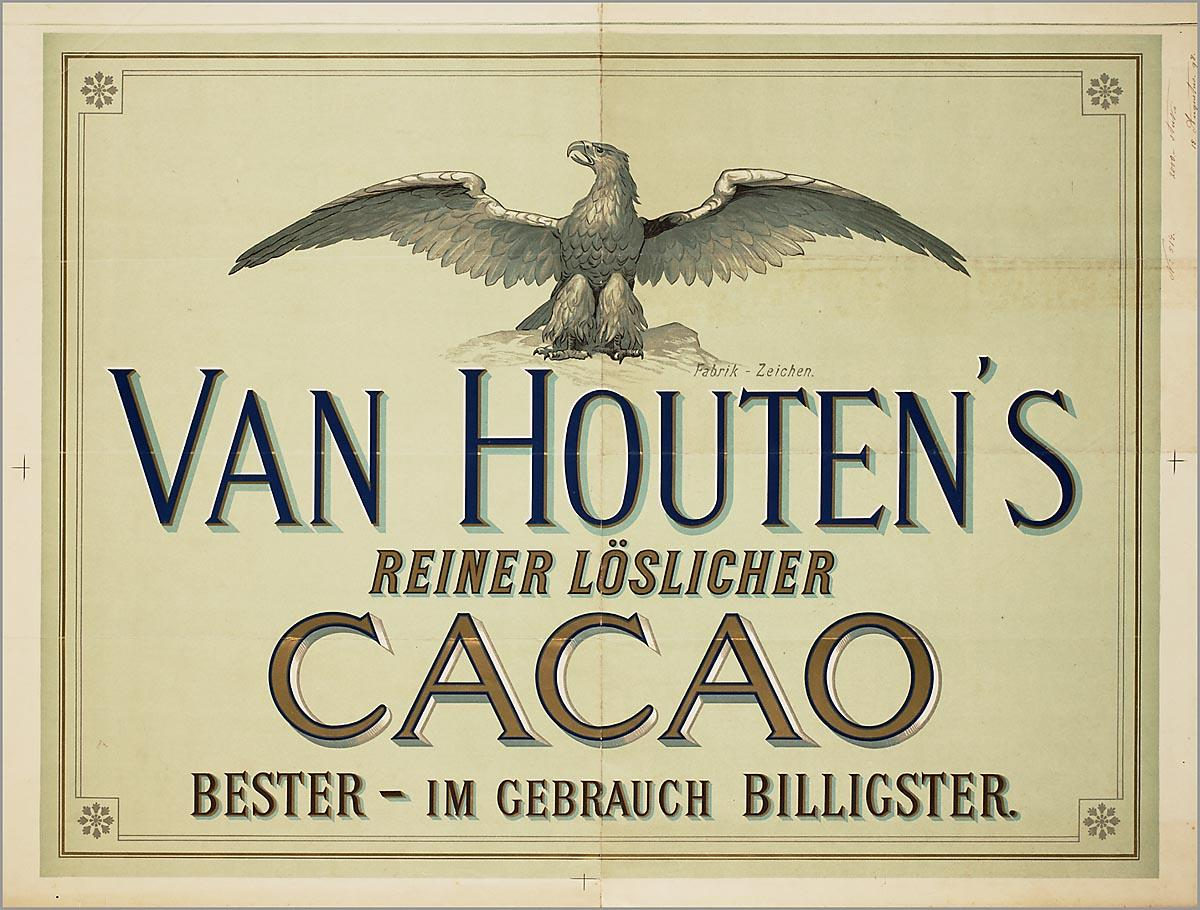
Affiche uit 1898 in het Duits

Van Houten is een merknaam, naar het familiebedrijf, een producent van chocoladeproducten.

## Geschiedenis[1]

### Casparus sr.
De oprichter, Casparus van Houten sr. (1770-1858), opende in 1815 een chocoladefabriekje aan de Leliegracht in Amsterdam. Het bedrijfspand bevatte een cacaomolen, een door mankracht aangedreven tredmolen. In die tijd werden cacaobonen nog vermalen tot een fijne massa, die vervolgens werd gemengd met melk om chocolademelk te maken, of die, met toevoeging van suiker, kaneel en vanille, als basis diende voor het maken van koekjes. Het hoge vetgehalte maakte de koekjes echter zwaar verteerbaar.
In 1828 patenteerde hij een goedkope manier om het vet uit geroosterde cacaobonen te persen. Deze vinding werd lang toegeschreven aan zijn zoon Coenraad, maar uit onderzoek van Peter van Dam blijkt dat de octrooiaanvraag voor de bonenpers op naam staat van Casparus sr. . De kern van de boon, beter bekend als de nib, bevat een gemiddeld percentage van 54% cacaoboter, voornamelijk bestaande uit natuurlijk vet. Van Houtens machine reduceerde het cacaobotergehalte in de ruwe cacaobrokken met ongeveer de helft. Die brokken konden daardoor eenvoudig worden verpulverd tot cacaopoeder, de basis voor alle chocoladeproducten.
Van Houten introduceerde een verdere ontwikkeling door bewerking van het poeder met alkalische zouten zoals kalium- en natriumcarbonaten, zodat het poeder makkelijker mengbaar werd met water (alkalisatie). Het eindproduct, een oorspronkelijk Nederlands procedé, heeft een donkere kleur en een milde smaak. In de loop der tijden vond dit proces - ook wel Dutching genoemd - wereldwijd toepassing. De introductie van cacaopoeder maakte het bereiden van chocoladedranken veel eenvoudiger, maar ook werd het mogelijk om chocolade te combineren met suiker en er daarna weer cacaoboter aan toe te voegen, zodat er bijvoorbeeld chocoladepasta van gemaakt kon worden. In 1838 verliep het patent op de pers, zodat ook andere fabrikanten in navolging van Van Houten cacaopoeder konden produceren en er steeds meer chocoladeproducten op de markt kwamen.

### Coenraad
Coenraad Johannes van Houten (Amsterdam, 15 maart 1801 – Weesp, 1887) volgde als zoon van Casparus van Houten sr. zijn vader op als eigenaar van de dan al wereldwijd bekende Nederlandse chocoladefabriek. Hij trouwde in 1835 met een naamgenote, Hermina van Houten (geen familie), uit Groningen. Hij verhuisde de chocoladeproductie in 1842 naar een windmolen in Leiden en in 1850 naar een leegstaande stoomfabriek in Weesp, een voormalige stoomwasserij aan de Oude Gracht gehuisvest in het vroegere burgerweeshuis. Onder zijn leiding werd de onderneming internationaal bekend, met export naar Engeland, Frankrijk en Duitsland.

### Casparus jr.

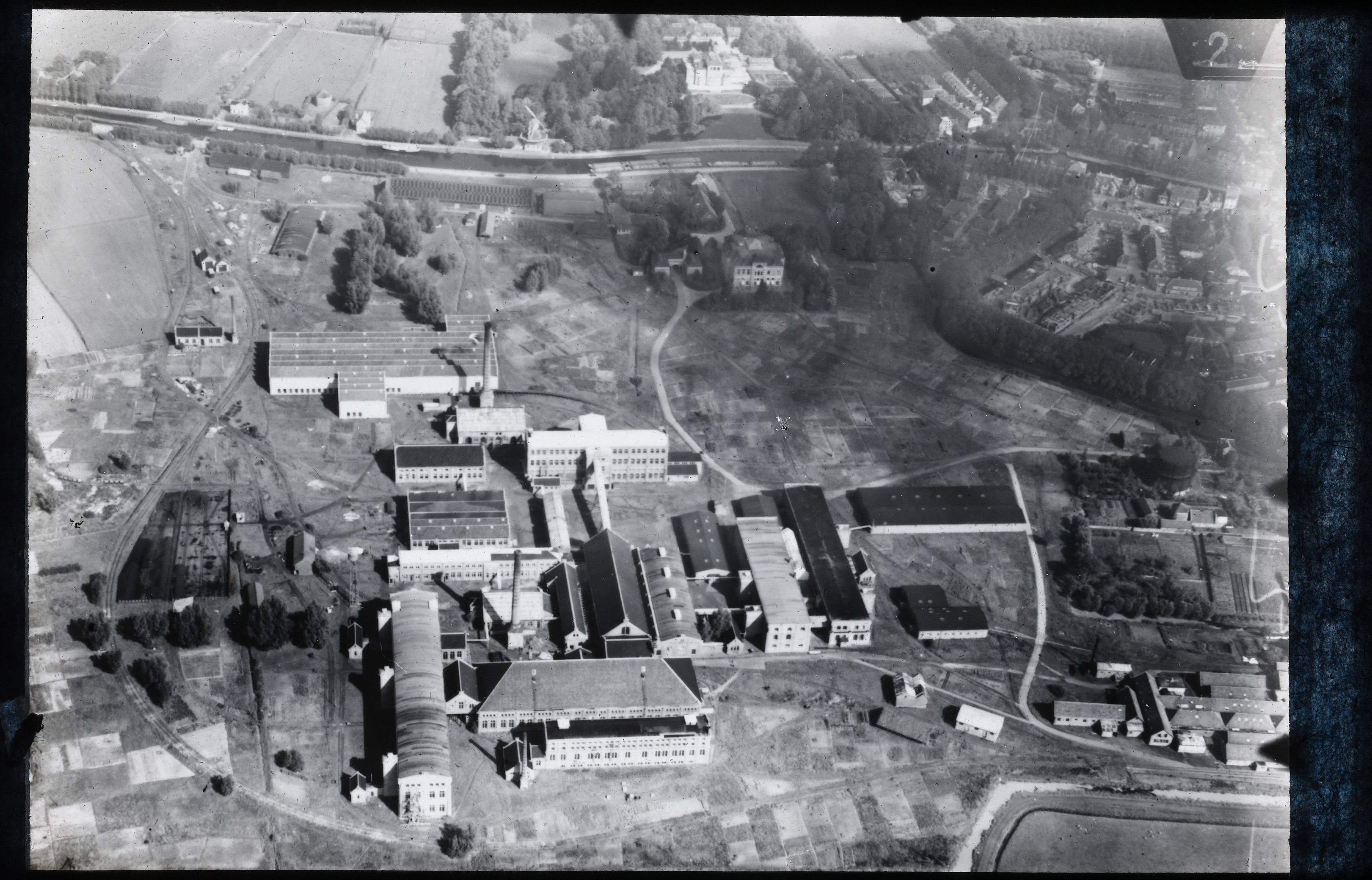
De cacaofabrieken te Weesp met op de achtergrond Villa Casparus en links daarvan molen 't Haantje, 1920-1940

Casparus van Houten jr. (1844-1901), zoon van Coenraad, werkte voor het bedrijf vanaf 1865. Onder zijn directie werd tussen 1890 en 1897 een geheel nieuwe fabriek in Weesp gerealiseerd. Deze uitbreiding en modernisering waren een enorme opsteker voor het stadje: de bevolkingsgroei verdubbelde in de tweede helft van de 19e eeuw. In 1900 telde het bedrijf 1000 werknemers, dit was 40% van de mannelijke beroepsbevolking van Weesp. Casparus had gevoel voor marketing en droeg daardoor bij aan de groei van het bedrijf. Hij werkte als een der eersten met reclame op trams in de grote steden van heel Europa en in de Verenigde Staten. In 1899 produceerde het Van Houtenconcern al een reclamefilm voor de bioscoop, waarin een vermoeide en slaperige kantoorklerk op miraculeuze wijze tot leven komt na het eten van chocolade. In hetzelfde jaar werd het bedrijf "Koninklijk".
Hij drukte zijn stempel op de plaats van vestiging. In 1890 werd begonnen met de bouw van een nieuw fabriekscomplex buiten Weesp in de Aetsveld de locatie in het centrum van Weesp werd te klein. In 1888 had Van Houten al 40 hectare grond gekocht om dit mogelijk te maken. Verder kocht Casparus in 1896 molen 't Haantje langs de Smal Weesp om zo de sloop hiervan te voorkomen. Ook zijn nieuwe woonhuis was in Weesp. De bouw van Villa Casparus, met 99 kamers naar een ontwerp van de Amsterdamse architect Abraham Salm, duurde van 1897 tot 1901, het jaar waarin Van Houten overleed. Een groots plan voor een parkdorp met 550 luxe woningen naast de fabriek, waarvoor drie vooraanstaande tuinarchitecten via een prijsvraag ontwerpen hadden gemaakt, werd niet uitgevoerd.

### Van Mesdag
In juni 1890 huwde het enige kleinkind van Coenraad van Houten, Hermina, met Geert van Mesdag. Van Mesdag werd opgenomen in de directie. In 1895 kwam ook Douwinus Johannes van Houten in de directie, zijn vader was een neef van Coenraad. Vanaf eind 1903 waren Van Mesdag en Van Houten volledig eigenaar van het bedrijf. In de Eerste Wereldoorlog kwam de aanvoer van cacaobonen stil te liggen en ook de aanvoer van Duitse steenkool voor de stoommachines stagneerde. In 1916 en 1917 waren de verkopen marginaal en de omzet was nagenoeg nihil. Personeel werd ontslagen om de kosten te drukken. Het einde van de oorlog bracht enige verbetering, maar in 1921 leed het bedrijf verliezen als gevolg van een globale valutacrisis en door stakingen in zeehavens waardoor de export sterk werd gehinderd. In 1928 werd het 100 jarig bestaan uitgebreid gevierd, maar dit feestelijke evenement werd opgevolgd door de grote economische crisis van de jaren 30. In 1933 trad Douwinus van Houten uit de directie, als sluitstuk van een langdurig conflict met de Van Mesdags. Twee jaar later werd Van Houten een naamloze vennootschap.
In de Tweede Wereldoorlog waren de problemen vergelijkbaar met die van 1914-1918. Er werden andere producten op de markt gebracht, zoals vla, pudding, kunstcrème, juspoeder en koffiesurrogaat, om omzet te behalen en het personeel aan het werk te houden. Naarmate de oorlog langer duurde verdwenen deze producten weer door een gebrek aan grondstoffen. Van Houten had het geluk dat de fabrieken de oorlog zijn uitgekomen zonder noemenswaardige schade. In 1959 trad met Geert van Mesdag en Maarten van Mesdag een nieuwe generatie aan in het bestuur van het bedrijf. In 1961 telde van Houten 2500 medewerkers waarvan 1300 buiten Nederland. De producten werden naar meer dan 70 landen geëxporteerd, met onder andere Japan, Hongkong, Canada en Italië als grote afzetmarkten. Twee jaar later verkochten Geert en Maarten hun aandelenbelang.

## Ons Eigen Tijdschrift
Ons Eigen Tijdschrift was een maandblad van Van Houten. Het verscheen vanaf november 1922 tot eind 1936 - vanaf 1934 onder de titel Van Houten's Eigen Tijdschrift - en was verkrijgbaar voor klanten. In het tijdschrift verschenen in de jaargangen 1923 t/m 1929, 25 artikelen geschreven door Johan Briedé en anderen met tientallen illustraties door Briedé. Ook de titelpagina, de sierrand rond de los bijgevoegde inhoudspagina, het colofon, eindstukken en de begin-sierletters en het ontwerp voor band en rug voor de ingebonden jaargangen van Ons Eigen Tijdschrift, ontwierp hij.
In 1925 verscheen als een bijzondere uitgave van Ons Eigen Tijdschrift, Het Sint Nicolaasboek, samengesteld door A.B. van Tienhoven, met 95 pagina's een van de omvangrijkste boeken op dit gebied in die jaren. Het was verkrijgbaar evenals het tijdschrift via bonnen die bij de cacaoartikelen werden verstrekt. De omslag werd ontworpen door Eelco Martinus ten Harmsen van der Beek, terwijl hij samen met Johan Briedé het boek voorzag van illustraties en grafische afwerking. Ook illustraties van andere bekende kunstenaars waren in het boek te vinden. Johan Briedé maakte ook ontwerpen voor diverse bonbondozen voor Van Houten.

## Tentoonstellingen

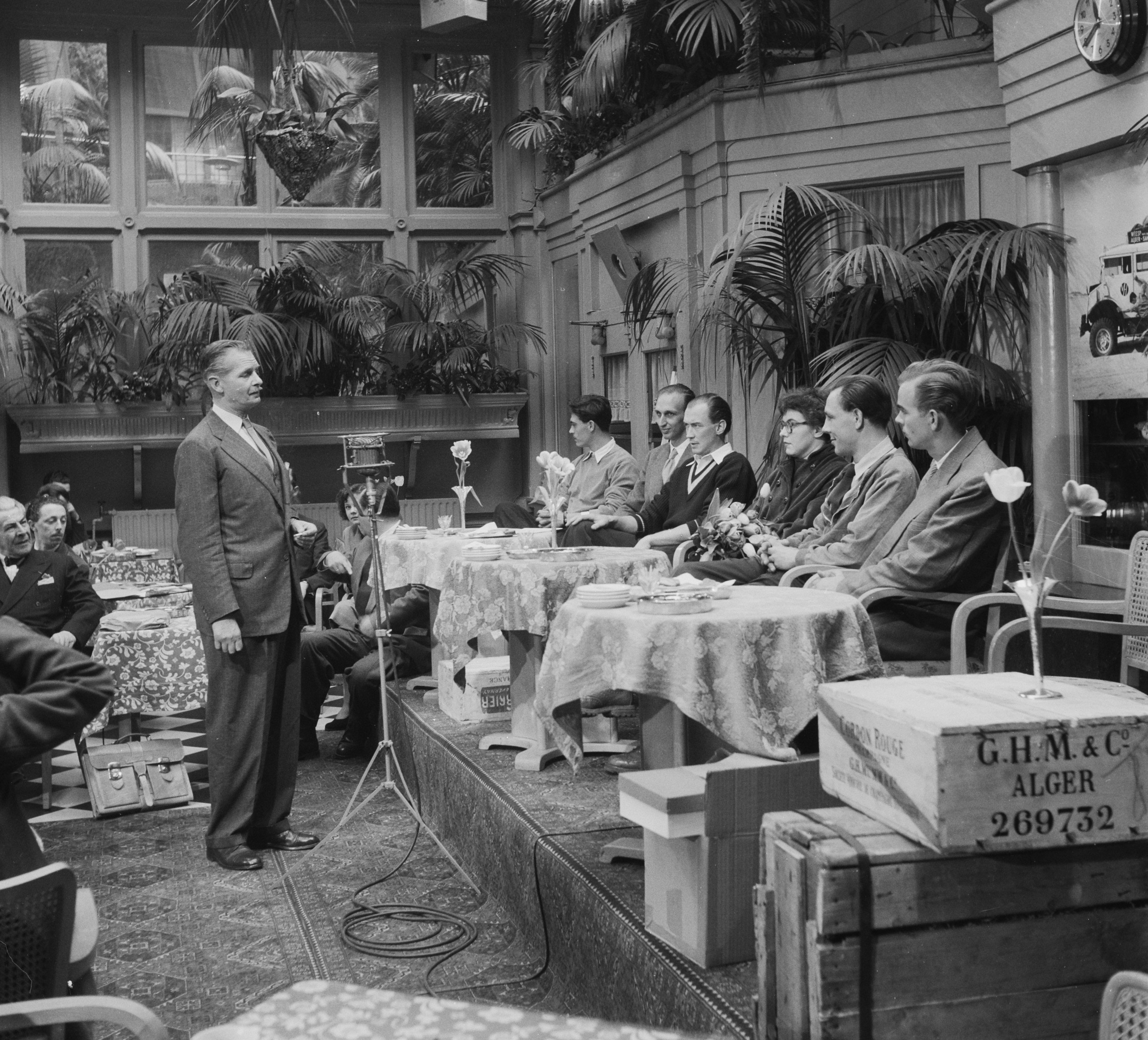
Terugkeer Van Houten-expeditie (april 1952). V.l.n.r. achter de tafel: Joes Odufré, fotograaf Frits Lemaire, cineast Theo van Haren Noman, Mimi Jaffré, producer Louis van Gasteren en een onbekende man. De toespraak wordt gehouden door Jaap van Mesdag, een van de firmanten van Van Houten

- De chocolade-expeditie was een fototentoonstelling die van december 2008 tot juni 2009 in het Tropenmuseum in Amsterdam te zien was. Op deze tentoonstelling waren tientallen nooit eerder gepubliceerde foto's te zien van fotograaf en cameraman Frits Lemaire die in 1951 waren gemaakt tijdens een foto- en filmexpeditie in West-Afrika. De expeditie was op touw gezet in opdracht van chocoladefabrikant Van Houten, die daarmee de oogst van cacaobonen in Goudkust (nu Ghana) liet vastleggen voor een bedrijfsfilm.
- Tja....Van Houten was de titel van een zomertentoonstelling in het Gemeentemuseum in Weesp in 2002. Er was veel aandacht voor de oude en nieuwe fabrieksgebouwen, het fabricageproces, en vooral voor hoe de directie wereldwijd het Van Houten-product aan de man bracht. Van Houten was modern. In de inrichting, in de omgang met het personeel en vooral in de reclame. Van Houten maakte de eerste reclamefilms in Nederland. Deze films, uit 1899, waren naast een groot aantal andere, modernere reclamefilms en -spots, in het museum te bekijken. De Van Houtenkamer in het museum wordt gebruikt voor een permanente tentoonstelling over de chocoladefabriek van Van Houten met veel reclameartikelen en oude foto's.[7]

## Nasleep
Van Houtens fabriek werd in 1963 verkocht aan W. R. Grace and Company. Deze Amerikaanse handels- en industriegroep verwierf een aandelenbelang van 76% in Van Houten van Geert en Maarten van Mesdag, nakomelingen van de oprichters van de Van Houtenfabrieken. Van Houten bleef als zelfstandige onderneming opereren, het personeelsbestand bestond toen uit 2500 personen, waarvan ongeveer 1000 in het buitenland. 
In 1968 verkocht W. R. Grace 51% van de aandelen Van Houten aan het Amerikaanse bedrijf Peter Paul Inc. Een reden voor Peter Paul om het belang te kopen was extra afzetmogelijkheden te krijgen voor de verkoop van Amerikaanse producten via het netwerk van Van Houten.
Deze overname was geen succes en Van Houten leed verliezen. In 1972 verkochten de Amerikaanse eigenaren de exclusieve rechten om Van Houten-producten te maken en te verkopen vrijwel wereldwijd aan het Duitse chocoladeconcern Leonard Monheim. Monheim nam de verkooporganisatie over, maar verhuisde de productie van Weesp naar eigen fabrieken in Duitsland. In 1971 werden de fabrieken in Weesp gesloten en 573 medewerkers werden werkloos.
De merknaam is echter nog steeds in gebruik en veranderde diverse keren van eigenaar waaronder het Belgische bedrijf Baronie, die in 2011 de merknaam van Barry Callebaut overnam.

## Aandenken
In Weesp staat het Gedenkteken Van Houten & Zn met een reliëfportret van Coenraad. Het monument werd aangeboden door het personeel tijdens het honderdjarig bestaan van het bedrijf in 1928. In 1947 kwam het Oorlogsmonument Van Houten daarbij; opnieuw een geschenk van het personeel, dit maal voor het gedrag van de fabriek tijdens de Tweede Wereldoorlog.

## Wetenswaardigheden
- Coenraad van Houten verkocht zijn producten onder zijn eigen naam. Hij was daarmee een van de eerste merkfabrikanten in een tijd waarin producten meestal los werden verkocht en de herkomst moeilijk te achterhalen was.
- Het is goed,/ wanneer, in de tanden van het schavot geworpen,/ je kunt roepen:/ "Drinkt Van Houten's cacao!"' schreef Vladimir Majakovski in zijn gedicht, Een wolk in broek (1915). "Drinkt Van Houten's Cacao" was de slagzin van Van Houten. Volgens sommige krantenberichten van die tijd zou Van Houten beloningen aan de families van Russische veroordeelden geven als die voor hun executie die slagzin zouden uitroepen. Majakovski geloofde dat en verwerkte het in het gedicht.[13]

## Naslagwerk
- Dam, Peter van Cacao- en chocoladefabriek C.J. van Houten & Zn. (2012) ISBN 9789070108779